# Claviceps panicoidearum
Claviceps panicoidearum är en svampart som beskrevs av Tanda & Y. Harada 1989. Claviceps panicoidearum ingår i släktet Claviceps och familjen Clavicipitaceae.   Inga underarter finns listade i Catalogue of Life.